# César d’Estrées
César d’Estrées (ur. 5 lutego 1628 w Paryżu, zm. 18 grudnia 1714 w Saint-Germain-des-Prés) – francuski kardynał, polityk i dyplomata.

## Życiorys
Był synem marszałka Francji François-Annibal d’Estrées. Przeznaczony do stanu duchownego, uzyskał szereg dochodowych beneficjów (m.in. opactwo Longi Pontis w Soissons), a w 1655 został wybrany biskupem Laon. Przysługiwał mu tytuł książęcy, był parem królestwa Francji. Od 1658 należał do Académie Française, później został jej dziekanem. Był także protektorem Académie de Soissons.
Dzięki rekomendacji króla Ludwika XIV 24 sierpnia 1671 César został mianowany kardynałem, jednak nominację tę papież Klemens X ogłosił dopiero 16 maja 1672. Od 1676 sprawował urząd kardynała-protektora Francji i Portugalii przy Stolicy Apostolskiej. W 1681 zrezygnował z funkcji biskupa Laon. Od stycznia 1682 do stycznia 1683 wykonywał kadencyjną funkcję kamerlinga Świętego Kolegium Kardynałów. W 1688 został komandorem Orderu Ducha Świętego. Był liderem frakcji profrancuskiej na kolejnych konklawe w 1676, 1689, 1691 i 1700. W 1698 papież Innocenty XII mianował go kardynałem biskupem Albano.
W 1702 zrezygnował z funkcji protektora Francji i został mianowany ambasadorem francuskim w Hiszpanii, gdzie jednak pozostał tylko przez rok. W 1704 wycofał się z czynnej działalności politycznej i otrzymał od króla opactwo Saint-Germain-des-Prés, gdzie zmarł dziesięć lat później w wieku 86 lat. Do końca życia zachował urząd protektora królestwa Portugalii przy Stolicy Apostolskiej.